# Častohostice
Častohostice là một làng thuộc huyện Třebíč, vùng Vysočina, Cộng hòa Séc.